# Liste des chapitres de Naruto (1re partie)
Pour la suite de cette liste, voir Liste des chapitres de Naruto (2e partie).
Cet article est un complément de l'article sur le manga Naruto. Il contient la liste des volumes du manga parus en presse du tome 1 au tome 40, avec les chapitres qu’ils contiennent. Il est suivi de Liste des chapitres de Naruto (2e partie).
Les chapitres sont originellement numérotés sous la forme d'une trace de patte suivi du numéro de chapitre. Les couvertures des tomes représentent généralement un ou plusieurs personnages sur un fond blanc, Naruto se trouvant sur pratiquement toutes.

## Volumes reliés

### Tomes 1 à 10
| no | Japonais        | Japonais          | Français        | Français      |
| no | Date de sortie  | ISBN              | Date de sortie  | ISBN          |
| --- | --------------- | ----------------- | --------------- | ------------- |
| 1 | 3 mars 2000     | 978-4-08-872840-7 | 9 mars 2002     | 2-87129-414-3 |
| Titre du volume : Naruto Uzumaki !! (うずまきナルト‼, Uzumaki Naruto!!) Personnage en couverture : NarutoListe des chapitres : - Ch. 1 : Naruto Uzumaki !! (うずまきナルト‼, Uzumaki Naruto!!) - Ch. 2 : Konoha-Maru !! (木ノ葉丸‼, Konohamaru!!) - Ch. 3 : Sasuke Uchiwa !! (うちはサスケ, Uchiha Sasuke) - Ch. 4 : Kakashi Hatake !! (はたけカカシ‼, Hatake Kakashi!!) - Ch. 5 : L’inattention est la pire ennemie ! (油断大敵‼, Yudan taiteki!!) - Ch. 6 : Non ! Pas Sasuke ! (サスケ君に限って…‼, Sasuke-kun ni kagitte…!!) - Ch. 7 : La Conclusion de Kakashi (カカシの結論, Kakashi no ketsuron) |                 |                   |                 |               |
| Naruto est un jeune orphelin du village de Konoha. Possédant en lui le démon renard Kyûbi qui a ravagé le village au moment de sa naissance et a été scellé en lui, il est rejeté par les autres villageois, et fait de nombreuses frasques pour tenter de se faire remarquer. Il étudie les arts ninjas à l’académie du village, mais est le seul élève qui ne parvient pas à obtenir le grade de genin. Un de ses professeurs, Mizuki décide alors de profiter de son ressentiment pour lui faire voler le rouleau des techniques interdites conservé dans le bureau du chef du village, le Hokage. Parti seul dans la forêt, il parvient à apprendre la première technique du rouleau, le « Multi clonage ». Son autre professeur, Iruka le retrouve, mais ils sont attaqués par Mizuki. Mizuki dévoile à Naruto qu’il est possédé par le démon renard et que c'est pour ça qu’il est rejeté, mais lorsque Naruto comprend qu’Iruka ne le rejette pas et reconnaît sa valeur, il défait Mizuki avec sa nouvelle technique et reçoit son bandeau frontal, signe qu’il est un ninja à part entière. Lors de sa première journée en tant que genin, il est mis dans une équipe de trois avec Sasuke, le petit génie de la promotion, et Sakura, une fille dont il est amoureux, mais qui n’a d’yeux que pour Sasuke et méprise Naruto. Ils sont pris en charge par Kakashi, un jōnin qui leur fait passer un test pour leur apprendre la valeur du travail en équipe… |                 |                   |                 |               |
| 2 | 2 juin 2000     | 978-4-08-872878-0 | 13 avril 2002   | 2-87129-417-8 |
| Titre du volume : Un client embarrassant (最悪の依頼人, Saiaku no irainin, litt. « Le pire des clients ») Personnage en couverture : Naruto, Sasuke, SakuraListe des chapitres : - Ch. 8 : Recalés !! (だから不合格だってんだ！！, Dakara fugōkaku datten'da!!) - Ch. 9 : Un client embarrassant (最悪の依頼人, Saiaku no irainin) - Ch. 10 : Au suivant ! (２匹目, Nihikime) - Ch. 11 : Débarquement ! (上陸…！！, Jōriku…!!) - Ch. 12 : C’est la fin ! (終わりだ！！, Owari da!!) - Ch. 13 : Un vrai ninja ! (忍者だ！！, Ninja da!!) - Ch. 14 : La Botte secrète (秘策…！！, Hisaku…!!) - Ch. 15 : Le Sharingan est de retour ! (蘇る写輪眼！！, Yomigaeru Sharingan!!) - Ch. 16 : Qui es-tu ? (お前は誰だ！！, Omae wa dare da!!) - Ch. 17 : Les Préparatifs avant la bataille… (戦いの準備！！, Tatakai no junbi!!) |                 |                   |                 |               |
| Après quelques missions de base consistant à aider les villageois, l’équipe de Naruto est envoyée au Pays des Vagues en tant qu’escorte du constructeur de pont Tazuna. Rapidement, la mission s’avère bien plus dangereuse que ce qu’elle semblait être, Tazuna ayant caché qu’un personnage puissant, Gatô, était décidé à le supprimer. Après avoir essuyé une première attaque de ninjas peu puissants, ils sont abordés par Zabuza Momochi, ninja déserteur de niveau supérieur engagé par Gatô, qu’ils finiront par vaincre grâce à un travail d'équipe. Au moment de l’achever, un mystérieux enfant masqué, Haku, le transperce au cou de senbons, avant d'emmener son corps. Finalement arrivés à destination, ils profitent du repos imposé à Kakashi à la suite du combat pour commencer un entraînement intensif de maîtrise de leur énergie (chakra). S’étant rendu compte que Zabuza n’était pas mort, ils se préparent à une nouvelle confrontation. Ils rencontrent le petit-fils de Tazuna, Inari, dont le père adoptif a été tué par Gatô. |                 |                   |                 |               |
| 3 | 4 août 2000     | 978-4-08-872898-8 | 6 juillet 2002  | 2-87129-427-5 |
| Titre du volume : Se battre pour ses rêves !! (夢の為に…！！, Yume no tame ni…!!, litt. « Pour vos rêves… !! ») Personnage en couverture : Naruto, KakashiListe des chapitres : - Ch. 18 : Début de l'entraînement ! (修業開始, Shūgyō kaishi) - Ch. 19 : Le Symbole du courage ! (勇気の象徴, Yūki no shōchō) - Ch. 20 : Le Héros du pays ! (英雄のいた国…！！, Eiyū no ita kuni…!!) - Ch. 21 : Rencontre dans la forêt… (森の中の出会い…！！, Mori no naka no deai…!!) - Ch. 22 : Apparition d'un redoutable ennemi !! (強敵出現！！, Kyōteki shutsugen!!) - Ch. 23 : Deux attaques-surprises !! (２つの急襲…！！, Futatsu no kyūshū…!!) - Ch. 24 : Vitesse ! (スピード！！, Supīdo!!) - Ch. 25 : Se battre pour ses rêves !! (夢の為に…！！, Yume no tame ni…!!) - Ch. 26 : Le Sharingan inefficace !! (写輪眼崩し…！！, Sharingan kuzushi…!!) - Ch. 27 : Le Réveil de la bête. (覚醒…！！, Mezame…!!) |                 |                   |                 |               |
| Kakashi décide de mettre sa période de convalescence à profit pour proposer un entraînement de maîtrise du chakra à son équipe, consistant à marcher sur un tronc, perpendiculaire à celui-ci, chose à laquelle Sakura se révèle meilleure que ses camarades. Pendant qu’elle surveille le pont, Naruto et Sasuke s’entraînent dur pour chacun surpasser l’autre. Tazuna leur raconte pourquoi le Pays des Vagues est devenu pauvre sous la férule de Gatô, et comment le père adoptif d’Inari est mort en s’opposant au tyran. À la suite de ces révélations, Naruto veut démontrer à Inari que les héros existent ; il reprend son entraînement et s’y épuise au point de s’endormir dans la forêt où il rencontre sans le reconnaître Haku qu’il prend pour une fille et avec lequel il discute des raisons de vouloir devenir fort. Sasuke et Naruto ayant terminé leur entraînement et Kakashi étant à nouveau valide, ils reprennent la protection de la construction du pont. Tandis que Naruto est resté dormir épuisé, Zabuza, accompagné de Haku, attaque Sakura, Sasuke et Kakashi. À son réveil, furieux d’avoir été laissé à part, Naruto se précipite vers le pont, mais remarque des traces de passage des hommes de Gatô sur le chemin ; faisant demi-tour, il sauve la mère d’Inari d’une prise d’otage et repart vers le pont où Sasuke et Haku s’affrontent. Haku perd en duel de vitesse face à Sasuke, mais grâce à ses techniques héréditaires lui permettant de manipuler la glace, il coince ce dernier sous un dôme de miroirs de glace. Naruto intervient et rentre également sous le dôme, tandis que Kakashi se retrouve bloqué face à Zabuza qui utilise du brouillard pour éviter le Sharingan. Éveillant son Sharingan, Sasuke commence à rivaliser avec la vitesse de la technique de Haku ; ce dernier lui tend un piège en visant Naruto, et Sasuke est percé de part en part de multiples senbons en tentant de protéger ce dernier… |                 |                   |                 |               |
| 4 | 4 octobre 2000  | 978-4-08-873026-4 | 19 octobre 2002 | 2-87129-441-0 |
| Titre du volume : Le Pont des héros ? (英雄の橋‼, Eiyū no hashi!!) Personnage en couverture : Naruto, Haku, ZabuzaListe des chapitres : - Ch. 28 : Kyûbi, le démon-renard à 9 queues…! (九尾…‼, Kyūbi…!!) - Ch. 29 : L'Être cher… ! (大切な人…‼, Taisetsu na hito…!!) - Ch. 30 : L'Avenir…! (お前の未来は…‼, Omae no mirai wa…!!) - Ch. 31 : À chacun son combat…! (それぞれの戦い…！！, Sorezore no tatakai…!!) - Ch. 32 : Une arme nommée « Shinobi »… (忍という名の道具, Shinobi to iu na no dōgu) - Ch. 33 : Le Pont des héros ? (英雄の橋！！, Eiyū no hashi!!) - Ch. 34 : Des intrus ?! (侵入者⁉, Shin'nyūsha!?) - Ch. 35 : Iruka vs Kakashi ?! (イルカＶＳカカシ⁉, Iruka bui esu Kakashi!?) - Ch. 36 : La Détresse de Sakura… (サクラの憂鬱‼, Sakura no yūutsu!!) |                 |                   |                 |               |
| Naruto, libérant la puissance du Démon-renard vient à bout de la technique de Haku, tandis que Kakashi coince Zabuza grâce à l'invocation de chiens ninjas. Pendant ce temps, Inari tente de motiver les villageois pour partir en guerre contre Gatô et ses mercenaires. Lorsque Haku se sacrifie pour sauver Zabuza, Gatô apparaît avec ses hommes, et dévoile ses plans (tuer Zabuza pour ne pas avoir à le payer). Changeant de camp, Zabuza se jette au milieu des mercenaires pour finalement décapiter Gatô. Ayant gagné sa rédemption, il meurt aux côtés de Haku, tandis que les mercenaires sont mis en fuite par l'arrivée des villageois au courage ravivé par Inari. Sakura s'aperçoit avec joie que Sasuke n'est pas mort ; Haku lui a évité toute blessure fatale. Le pont terminé, donnant de l'espoir au Pays des Vagues devenu très pauvre (à la suite du joug de Gatô), est nommé « Pont de Naruto ». Cette aventure a permis à Naruto et ses amis de tisser des liens d'amitié forts. Revenus au village, ils rencontrent d'étranges ninjas extérieurs au village. Ils sont venus pour l'« examen chūnin » qui a lieu à Konoha. Kakashi leur propose d'y participer… |                 |                   |                 |               |
| 5 | 4 décembre 2000 | 978-4-08-873050-9 | 25 janvier 2003 | 2-87129-491-7 |
| Titre du volume : Les Rivaux ! (挑戦者たち！！, Chōsensha-tachi!!) Personnage en couverture : Naruto, Sasuke, Sakura, KakashiListe des chapitres : - Ch. 37 : Sharingan vs Taijutsu… ! (最悪の相性…‼, Saiaku no aishō…!!) - Ch. 38 : Start… ! (Start!!) - Ch. 39 : Les Rivaux ! (挑戦者たち！！, Chōsensha-tachi!!) - Ch. 40 : La Première Épreuve !! (第一の試験‼, Daiichi no shiken!!) - Ch. 41 : La Tentation du démon… !? (悪魔の囁き…⁉, Akuma no sasayaki…!?) - Ch. 42 : Chacun son combat… ! (それぞれの闘い…‼, Sorezore no tatakai…!!) - Ch. 43 : La Dixième Question… (第１０問目…‼, Daijū monme…!!) - Ch. 44 : Mise à l'épreuve… ! (試された資質…‼, Tamesareta mono…!!) - Ch. 45 : La Seconde Épreuve !! (第二の試験‼, Daini no shiken!!) |                 |                   |                 |               |
| Après leur inscription à l'examen qui leur permettra de devenir chūnin (niveau entre genin et jōnin, permettant d'accomplir des missions de plus grande importance), l'équipe de Naruto rencontre Rock Lee, un genin de la promotion précédente. Ce dernier ne maîtrise que le taijutsu et souhaite prouver sa valeur en affrontant Sasuke qu'il met sans mal en difficulté. Afin d'assister à la première épreuve, un test écrit, ils se retrouvent dans une salle avec tous les autres candidats. Ils y rencontrent Kabuto, les autres équipes de genin de leur promotion, et d'inquiétants ninjas d'autres pays. Le test se passe très mal pour Naruto, qui n'arrive pas à répondre à une seule question, mais ne peut se résoudre à tricher. Naruto et son équipe réussissent finalement le test qui n'était là que pour éliminer les genin incapables de tricher avec finesse, et ceux n'ayant pas à cœur la réussite des missions. Anko, l'examinatrice du second test, se présente alors et les amène sur les lieux de la seconde épreuve, la « Forêt de la Mort » où ils doivent effectuer une épreuve de survie ayant pour but d'éliminer au moins la moitié des équipes censées s'affronter pour récupérer des parchemins… |                 |                   |                 |               |
| 6 | 2 mars 2001     | 978-4-08-873089-9 | 1er mars 2003   | 2-87129-511-5 |
| Titre du volume : La Détermination de Sakura !! (サクラの決意！！, Sakura no ketsui!!) Personnage en couverture : Naruto, Sasuke, Sakura, InoListe des chapitres : - Ch. 46 : Le Mot de passe… !! (合言葉は…‼, Aikotoba wa…!!) - Ch. 47 : Le Prédateur !! (捕食者‼, Hoshokusha!!) - Ch. 48 : La Cible ! (その目的は…‼, Sono mokuteki wa…!!) - Ch. 49 : Le Poltron… !! (臆病者…‼, Okubyōmono…!!) - Ch. 50 : À moi de jouer !! (私が…‼, Watashi ga…!!) - Ch. 51 : Le Fauve resplendissant… !! (美しき野獣…‼, Utsukushiki yajū…!!) - Ch. 52 : La Condition d'utilisation !! (使用の条件‼, Shō no jōken!!) - Ch. 53 : La Détermination de Sakura !! (サクラの決意‼, Sakura no ketsui!!) - Ch. 54 : Sakura et Ino (サクラといの, Sakura to Ino) |                 |                   |                 |               |
| Dans la « Forêt de la Mort », Naruto et son équipe sont abordés par un ninja puissant qui les combat en invoquant notamment des serpents géants. Après avoir évalué le potentiel de Sasuke et scellé chez Naruto la possibilité d'utiliser le chakra du démon renard, il se présente comme étant Orochimaru, et marque Sasuke d'un « sceau maudit ». Sakura se retrouve seule avec Sasuke et Naruto inconscients et est attaquée par les genin du Son qui ont pour ordre de tuer Sasuke (ordre reçu d'Orochimaru qui cherche à éveiller le sceau en Sasuke). Pendant ce temps, Anko, ancienne élève d'Orochimaru recherche ce dernier après avoir été mise au courant de sa présence. Elle le trouve, mais échoue à l'arrêter. Sakura est aidée par Rock Lee, puis par l'équipe 10. |                 |                   |                 |               |
| 7 | 1er mai 2001    | 978-4-08-873113-1 | 5 juillet 2003  | 2-87129-535-2 |
| Titre du volume : La Voie à suivre !! (進むべき道…‼, Susumubeki michi…!!) Personnage en couverture : Naruto, Sasuke, OrochimaruListe des chapitres : - Ch. 55 : Offensive générale !! (全面戦争‼, Zenmen sensō!!) - Ch. 56 : De nouveaux pouvoirs !! (与えられし力…‼, Ataerareshi chikara…!!) - Ch. 57 : Dix heures avant l'échéance !! (１０時間前, Jū jikan mae) - Ch. 58 : Les Témoins !! (目撃者…‼, Mokugekisha…!!) - Ch. 59 : Tempête de sable !! (砂の惨劇！！, Suna no sangeki!!) - Ch. 60 : La Dernière Chance !! (ラストチャンス…‼, Rasuto Chansu…!!) - Ch. 61 : La Voie à suivre !! (進むべき道…‼, Susumubeki michi…!!) - Ch. 62 : Pris au piège !! (袋のネズミ…‼, Fukuro no nezumi…!!) - Ch. 63 : Un nouveau visage !! (もう一つの顔, Mō hitotsu no kao) |                 |                   |                 |               |
| Sasuke se réveille, et utilisant la puissance du sceau maudit, met les ninjas du Son en déroute. Naruto se réveille à son tour, et chaque équipe repart de son côté. Anko prévient la hiérarchie de la présence d'Orochimaru, mais face aux menaces de ce dernier, l'examen est maintenu. Elle constate également que la première équipe ayant terminé l'épreuve est l'équipe de Suna. Un des membres de cette équipe semble inquiétant : Gaara ; il n'a pas une égratignure… Sa maîtrise du sable lui procure un bouclier absolu et sa soif du sang est montrée dans un flash-back où il tue trois membres d'une autre équipe en les écrasant avec du sable. L'équipe de Naruto commence à s'inquiéter : ils ont récupéré le parchemin de l'équipe du Son, mais le leur ayant été détruit par Orochimaru, il ne leur reste que peu de temps pour en trouver un afin de terminer l'épreuve. Naruto s'apprête à ouvrir le parchemin qu'ils ont pour le copier, mais il est arrêté par Kabuto qui leur propose de les accompagner vers le centre de la forêt où se trouve la tour à atteindre. En cours de route, ils sont attaqués par des ninjas maîtrisant les illusions, que Naruto finit par vaincre grâce au « Multi clonage ». Ayant récupéré le second parchemin, ils rentrent dans la tour… |                 |                   |                 |               |
| 8 | 3 août 2001     | 978-4-08-873147-6 | 11 octobre 2003 | 2-87129-552-2 |
| Titre du volume : Au péril de sa vie !! (命懸けの戦い‼, Inochigake no tatakai!!, litt. « Combats à mort !! ») Personnage en couverture : Naruto, GaaraListe des chapitres : - Ch. 64 : Le Message du Hokage… (火影の伝令…‼, Hokage no messēji…!!) - Ch. 65 : Au péril de sa vie… !! (命懸けの戦い…‼, Inochigake no tatakai!!) - Ch. 66 : L'Imploration de Sakura (サクラの勧告, Sakura no kankoku) - Ch. 67 : Le Pouvoir occulte !! (異端なる能力‼, Itan naru nōryoku!!) - Ch. 68 : Le Sang des Uchiwa !! (うちはの血‼, Uchiha no chi!!) - Ch. 69 : Un terrifiant visiteur !! (恐怖の訪問者‼, Kyōfu no hōmonsha!!) - Ch. 70 : Pour qui sonne le glas…?! (死ぬのは…⁈, Shinu no wa…?!) - Ch. 71 : Le Mur infranchissable… !! (高すぎる壁…‼, Takasugiru kabe…!!) - Ch. 72 : Les Rivales… !! (拮抗…‼, Kikkō…!!) |                 |                   |                 |               |
| Les deux parchemins réunis invoquent Iruka qui les félicite. Étant donné que trop d'équipes ont passé l'épreuve, une épreuve préliminaire est organisée, consistant en des combats singuliers éliminatoires. Kabuto, qui s'avère être un espion d'Orochimaru abandonne, et les combats commencent. Sasuke parvient à se défaire d'un des coéquipiers de Kabuto, Yoroï Akadô, tout en réfrénant le sceau maudit par sa seule volonté. Kakashi l'emmène pour tenter de sceller le sceau maudit ; il est abordé par Orochimaru qui le nargue en lui disant que quoi qu'il fasse, Sasuke viendra à lui un jour. D'autres combats ont lieu : Shino vainc Zaku Abumi, Kankurô vainc Misumi Tsurugi, Sakura et Ino s'affrontent… |                 |                   |                 |               |
| 9 | 4 octobre 2001  | 978-4-08-873174-2 | 10 janvier 2004 | 2-87129-599-9 |
| Titre du volume : Neji et Hinata (ネジとヒナタ, Neji to Hinata) Personnage en couverture : Naruto, Neji, HinataListe des chapitres : - Ch. 73 : Défaite par abandon…?! (敗北宣言…⁉, Haiboku sengen…!?) - Ch. 74 : La Sixième Rencontre… Suspense !! (第六回戦…そして‼, Dairoku kaisen… soshite!!) - Ch. 75 : Naruto, toujours plus loin… !! (ナルトの成長…‼, Naruto no seichō…!!) - Ch. 76 : Retournements de situation !! (キバの逆転‼ナルトの逆転！⁉, Kiba no gyukuten!! Naruto no gyukuten!!?) - Ch. 77 : Naruto, fin tacticien !! (ナルトの奇策！！, Naruto no kisaku!!) - Ch. 78 : Neji et Hinata (ネジとヒナタ, Neji to Hinata) - Ch. 79 : Le Sang des Hyûga (日向一族, Hyūga ichizoku) - Ch. 80 : Au-delà de ses limites… !! (限界を超えて…, Genkai o koete…) - Ch. 81 : Gaara entre en lice… (我愛羅ＶＳ…, Garra bui esu…) |                 |                   |                 |               |
| Le match entre Sakura et Ino se termine par un nul, les deux kunoichi s'étant mutuellement étourdies. Temari vainc Tenten, Shikamaru vainc Kin Tsuchi. C'est au tour de Naruto ; il affronte Kiba et son chien Akamaru, qu'il parvient à vaincre par la ruse et non sans chance (un pet de sa part ayant étourdit Kiba qui utilise un odorat démultiplié). Hinata affronte son cousin Neji, le génie de la promotion précédente, et se fait blesser gravement malgré les encouragements de Naruto qu'elle admire secrètement. Naruto jure de la venger. Rock Lee doit alors affronter Gaara… |                 |                   |                 |               |
| 10 | 4 décembre 2001 | 978-4-08-873197-1 | 20 mars 2004    | 2-87129-614-6 |
| Titre du volume : Un ninja formidable…!! (立派な忍者‼, Rippa na ninja!!) Personnage en couverture : Naruto, Gaï, LeeListe des chapitres : - Ch. 82 : Le Secret de Lee !! (リーの秘密‼, Rī no himitsu!!) - Ch. 83 : Failles dans la muraille parfaite ?! (絶対防御•崩壊⁉, Zettai hōgyo, hōkai!?) - Ch. 84 : Un génie de l'effort… !! (努力の天才…‼, Doryoku no tensai…!!) - Ch. 85 : Le moment est venu… !! (今こそ…‼, Ima koso…!!) - Ch. 86 : Un ninja formidable… !! (立派な忍者…‼, Rippa na ninja…!!) - Ch. 87 : Conclusion de la phase éliminatoire… !! (予選終了…‼, Yosen shūryō…!!) - Ch. 88 : Où est Sasuke… ? (サスケは…⁉, Sasuke wa…!?) - Ch. 89 : La Requête de Naruto… !! (ナルトのお願い…‼, Naruto no onegai…!!) - Ch. 90 : On fait comment pour l'entraînement ?! (修業どーすんだ⁉, Shūgyō dōsun'd!?) |                 |                   |                 |               |
| Rock Lee parvient à prendre le bouclier naturel de sable de Gaara de vitesse, et même à lui infliger par deux fois la technique interdite du « Lotus ». Il est cependant finalement vaincu par Gaara qui lui broie une jambe et un bras. Chôji affronte Dosu Kinuta et se fait battre ; les préliminaires sont terminés. Orochimaru demande à Kabuto d'aller enlever Sasuke à l'hôpital de Konoha. Kabuto se fait surprendre par Kakashi et prend la fuite. Les numéros sont tirés au sort pour organiser les combats de la 3e épreuve de l'examen chūnin qui auront lieu un mois plus tard. Naruto apprend que Kakashi va s'occuper de Sasuke durant cet intermède. Il se retrouve sous la tutelle d’Ebisu qui commence à lui expliquer comment maîtriser son chakra et lui donne pour exercice de marcher sur l'eau. Durant cet entraînement, Ebisu surprend Jiraya en train de « mater » les filles dans les sources chaudes. Sans le reconnaître, il veut lui donner une correction et est instantanément assommé par un crapaud invoqué. |                 |                   |                 |               |

### Tomes 11 à 20
| no | Japonais          | Japonais          | Français          | Français      |
| no | Date de sortie    | ISBN              | Date de sortie    | ISBN          |
| --- | ----------------- | ----------------- | ----------------- | ------------- |
| 11 | 4 mars 2002       | 978-4-08-873236-7 | 1er mai 2004      | 2-87129-624-3 |
| Titre du volume : Mon nouveau prof !! (弟子入り志願！？, Deshi'iri shigan!?) Personnage en couverture : Naruto, Jiraya, GamabuntaListe des chapitres : - Ch. 91 : Mon nouveau prof !! (弟子入り志願！？, Deshi'iri shigan!?) - Ch. 92 : Konoha, le son, le sable, et… !! (木ノ葉と音と砂と・・・！！, Konoha to Oto to Suna to…!!) - Ch. 93 : Chacun son rythme… !! (熱情・・・それぞれ！！, Netsujō…sorezore!!) - Ch. 94 : La Clé… !! (鍵・・・!!, Kagi…!!) - Ch. 95 : Rencontre au portail… !! (邂逅・・・！！, Kaikō…!!) - Ch. 96 : Une visite inopinée !! (突然の来訪者！！, Totsuzen no raihōsha!!) - Ch. 97 : Pourquoi j’existe… !! (在り続ける理由！！, Ari tsuzukeru wake!!) - Ch. 98 : Un fier perdant !! (誇り高き失敗者！！, Hokori takaki shippaisha!!) - Ch. 99 : L’Heure de l’épreuve… Enfin ! (本線、開始っ・・・！！, Honsen, kaishi…!!) |                   |                   |                   |               |
| Impressionné par le « Sexy-Meta » de Naruto, Jiraya accepte de prendre en main son entraînement et commence par libérer Naruto du « Sceau des 5 éléments » d’Orochimaru qui empêche le jeune ninja de malaxer son chakra correctement. Jiraya décide alors de lui apprendre à contrôler le chakra de Kyûbi en lui enseignant la technique d’invocation après lui avoir fait signer le pacte de sang avec les crapauds. Dosu Kinuta est tué par Gaara qu’il tentait de surprendre afin de gagner du temps avant de combattre Sasuke. Une discussion entre Jiraya et Ebisu tourne autour des « Trois ninjas légendaires » dont font partie Orochimaru et Jiraya. Hayate, examinateur lors des préliminaires de l’examen chūnin surprend une conversation entre Kabuto et Baki tournant autour d’une alliance entre Suna et Oto pour détruire Konoha. Il se fait assassiner sur les toits. Jiraya s’impatiente de la lente progression de Naruto concernant l’invocation. Il décide donc de forcer Kyûbi à dévoiler son chakra en jetant Naruto dans un précipice. Ce dernier parvient à invoquer Gamabunta. Gaara, possédé par le Shukaku décide d’aller tuer Rock Lee à l’hôpital, mais est interrompu par Naruto et Shikamaru. Le monstre qui a été scellé en Gaara par son père l’empêche de dormir et le rend instable ; devenant un danger pour le village du sable, son père a tenté de le faire assassiner sans succès ; depuis, Gaara ne vit que pour tuer. Le moment de la 3e épreuve de l'examen chūnin est arrivée. Naruto va devoir affronter Neji ; il est réconforté et encouragé par Hinata peu avant son combat, qui débute dans l’arène face à de nombreux notables de tous pays invités pour l’évènement… |                   |                   |                   |               |
| 12 | 1er mai 2002      | 978-4-08-873259-6 | 3 juillet 2004    | 2-87129-635-9 |
| Titre du volume : L’oiseau s’est envolé !! (大いなる飛翔！！, Ōi naru hishō!!, litt. « Le grand vol !! ») Personnage en couverture : Naruto, ShikamaruListe des chapitres : - Ch. 100 : Jusqu’au bout de la vaillance… !! (玉砕覚悟！！, Gyokusai kakugo!!) - Ch. 101 : Une autre, encore… !! (もう一つの・・・！！, Mō hitotsu no…!!) - Ch. 102 : L’Oiseau en cage… !! (籠の中の鳥・・・！！, Kago no naka no tori…!!) - Ch. 103 : Le Raté !! (落ちこぼれ！！, Ochigobore!!) - Ch. 104 : La Force de changer… !! (変える力・・・！！, Kaeru chikara…!!) - Ch. 105 : L’oiseau s’est envolé !! (大いなる飛翔！！, Ōi naru hishō!!) - Ch. 106 : L’Élimination de Sasuke… ?! (サスケ失格・・・！？, Sasuke shikkaku…!?) - Ch. 107 : Motivation : Zéro !! (やる気ゼロの男!!, Yaruki zero no otoko!!) - Ch. 108 : Manœuvres pour la victoire… ?! (勝利への伏線・・・・！？, Shōri e no fukasen…!?) |                   |                   |                   |               |
| Naruto tente de surprendre Neji avec le « Multi clonage », mais est tenu en échec par le génie du Clan Hyûga. Neji utilise les « 64 points du hakke » sur Naruto, le privant de sa capacité à utiliser le chakra. Comme Naruto s’interroge sur la fixation de Neji concernant le destin, ce dernier lui raconte l’histoire des Hyûga et le « meurtre » de son père pour la sauvegarde du clan. Depuis, il déteste la branche principale de sa famille dont fait partie Hinata. Utilisant le chakra de Kyûbi, Naruto réussit à mettre KO Neji, et à changer ses idées sur la destinée. À la suite du combat, son oncle, Hiashi explique à Neji le sacrifice de son père pour le clan. Le combat suivant doit être celui de Sasuke face à Gaara, mais Sasuke est en retard et tout le monde s’impatiente. Les organisateurs décident de faire passer les combats suivants. Kankurô déclare forfait face à Shino car il ne veut pas dévoiler les armes de sa marionnette avant le démarrage du « plan » pour détruire Konoha. Le match suivant oppose Shikamaru à Temari qu’il finit par vaincre avec une stratégie qui impressionne l’assemblée. |                   |                   |                   |               |
| 13 | 2 août 2002       | 978-4-08-873298-5 | 25 septembre 2004 | 2-87129-646-4 |
| Titre du volume : La Fin de l’examen…!! (中忍試験、終了・・・！！, Chūnin shiken, shūryō…!!, litt. « Examen chūnin, terminé… !! ») Personnage en couverture : Naruto, Sasuke, GaaraListe des chapitres : - Ch. 109 : Danse, Konoha… !! (木の葉、舞い・・・！！, Konoha, mai…!!) - Ch. 110 : L’heure approche… !! (いよいよ・・・！！, Iyo iyo…!!) - Ch. 111 : Sasuke vs Gaara… !! (サスケＶＳ我愛羅!!, Sasuke VS Gaara!!) - Ch. 112 : Le Taijutsu de Sasuke… !! (サスケの体術・・・！！, Sasuke no taijutsu…!!) - Ch. 113 : Retard justifié… !! (遅刻の理由・・・！！, Hikoku no ryū...!!) - Ch. 114 : L’Assaut… !! (強襲・・・!!, Kyōshū...!!) - Ch. 115 : La Fin de l’examen… !! (中忍試験、終了・・・！！, Chūnin shiken, shūryō…!!) - Ch. 116 : La Chute de Konoha… !! (木ノ葉崩し・・・！！, Konoha kuzushi…!!) - Ch. 117 : Type A… !! (下された任務・・・！！, Kudasareta ninmu…!!) |                   |                   |                   |               |
| Sasuke arrive dans l'arène avec Kakashi ; son match contre Gaara commence. Dans l’assemblée, Rock Lee se rend compte que Sasuke a réussi à obtenir un taijutsu semblable au sien, qu’il a copié grâce au Sharingan. Gaara s’enferme dans une boule de sable. Sasuke utilise alors la nouvelle technique que lui a enseigné Kakashi, les « Mille oiseaux », perce la protection et blesse Gaara. Gaara commence à se transformer en Ichibi, et Kabuto lance à ce moment l’offensive du Son et du Sable contre Konoha avec une technique d’illusion endormant toute l’assistance. À l’extérieur, un serpent géant à 3 têtes apparaît et attaque la palissade. Les ANBU tentent de venir au secours du Hokage qui est emmené sur un toit par le Kazekage. Les deux kage sont entourés par une barrière créée par le quartet du Son. Le Kazekage se révèle être Orochimaru qui s’est substitué au réel Kazekage afin de manigancer l’attaque. Pendant que les ninjas de Konoha affrontent les envahisseurs, et que Hiruzen s’apprête à affronter Orochimaru, Kakashi invoque Pakkun, et l’envoie accompagner Sakura, Naruto et Shikamaru en mission pour aller porter assistance à Sasuke parti à la poursuite de Gaara, Temari et Kankurô. Orochimaru invoque du monde des morts les deux premiers Hokage. |                   |                   |                   |               |
| 14 | 1er novembre 2002 | 978-4-08-873341-8 | 20 novembre 2004  | 2-87129-657-X |
| Titre du volume : Hokage contre Hokage !! (火影ＶＳ火影！！, Hokage VS Hokage) Personnage en couverture : Naruto, Hiruzen SarutobiListe des chapitres : - Ch. 118 : Retarder l’adversaire…!! (足止め・・・！！, Ashidome…!!) - Ch. 119 : Ma vie à moi…!! (オレの人生・・・！！, Ore no jinsei…!!) - Ch. 120 : Hokage contre Hokage !! (火影ＶＳ火影！！, Hokage VS Hokage) - Ch. 121 : Effroyables expériences…!! (恐るべき実験・・・！！, Osorubeki jikken…!!) - Ch. 122 : Pilier après pilier !! (受け継がれてゆく意志！！, Uketsugarete yuku ishi!!) - Ch. 123 : Le Dernier Sceau (最後の封印`, Saigo no fūin) - Ch. 124 : Un combat éternel…!! (永遠なる闘い・・・！！, Eien naru tatakai…!!) - Ch. 125 : Le Réveil…!! (目覚めの時・・・！！, Mezame no toki…!!) - Ch. 126 : Négligence…!! (油断・・・！！, Yudan…!!) |                   |                   |                   |               |
| L'équipe de Naruto est poursuivie par des ninjas du Son… Shikamaru se dévoue pour faire diversion, et piège les poursuivants. Malgré tout en position délicate, il est sauvé par son maître Asuma. Le combat entre le 3e et les deux premiers Hokage commence. Coincé, Hiruzen invoque Enma qui se transforme en une arme redoutable. Alors qu'il s'apprête à lancer un sort, Orochimaru lui montre son nouveau visage : il a complété sa technique interdite de transmigration d'âme, et pris possession d'un corps jeune. Hiruzen se remémore ses erreurs passées avec son ancien élève qu'il n'a pu tuer lorsqu'il l'a surpris en train de pratiquer des expériences sur des corps de ninjas enlevés au village. Il crée deux clones et invoque le dieu de la mort. Il scelle les âmes des deux premiers Hokage, et tente d'extirper celle d'Orochimaru qui l'a transpercé de son sabre. Jiraya avec un crapaud géant écrase le serpent géant à trois têtes ; Sasuke rattrape Gaara et son équipe ; il est suivi par Shino qui engage le combat contre Kankurô, et le vainc au terme d'un combat durant lequel il est tout de même empoisonné par un gaz. Gaara commence à nouveau à se transformer en Ichibi, face à Sasuke… |                   |                   |                   |               |
| 15 | 20 décembre 2002  | 978-4-08-873368-5 | 21 janvier 2005   | 2-87129-704-5 |
| Titre du volume : Le Répertoire ninpô de Naruto !! (ナルト忍法帖！！, Naruto ninpōchō!!) Personnage en couverture : Naruto, Gaara, Gamabunta, ShukakuListe des chapitres : - Ch. 127 : "Vivant"…!! (生の実感・・・！！, Sei no jikkan…!!) - Ch. 128 : Dépasser ses limites…!! (限界を超えて・・・！！, Genkai o koete…!!) - Ch. 129 : Douleur…!! (痛み・・・！！, Itami…!!) - Ch. 130 : L'Amour…!! (愛情・・・！！, Aijō…!!) - Ch. 131 : "Gaara"…!! (我愛羅という名・・・！！, Gaara to iu na…!!) - Ch. 132 : Ténèbres et Lumière (二人・・・闇と光, Futari… Yami to hikari) - Ch. 133 : La Véritable Force…!! (強き者・・・！！, Tsuyokimono…!!) - Ch. 134 : Le Répertoire ninpô de Naruto !! (ナルト忍法帖！！, Naruto ninpōchō!!) - Ch. 135 : Un choc de titans !! (嵐の如き戦い！！, Arashi no gotoki tatakai!!) |                   |                   |                   |               |
| Sasuke utilise une nouvelle fois les « Mille oiseaux » face à Gaara. Il tente de l'utiliser une troisième fois, mais n'ayant pas assez de chakra, il tombe impuissant. Naruto arrive et le sauve, engageant le combat contre Gaara. Ce dernier revoit son enfance : rejeté par le village pour ce qu'il est, seul son oncle Yashamaru est gentil avec lui… Un jour un tueur masqué tente de l'abattre ; horrifié, il s'aperçoit que c'est son oncle, commandité par son père. Yashamaru a accepté la mission, détestant Gaara pour avoir été la cause de la mort de sa sœur ; il se fait finalement exploser, mais le sable protège Gaara, qui décide de n'aimer plus que lui-même et de tuer pour exister. L'enfance de Gaara rappelle à Naruto sa propre enfance, et il se reconnaît dans ses yeux. En utilisant le « Multi clonage », Naruto parvient à infliger de nombreux dommages à Gaara, qui finalement prend la forme complète de Ichibi. Alors qu'il va être écrasé par le sable, et que Gaara est en train d'étouffer Sakura, Naruto parvient à invoquer Gamabunta. Le combat entre les deux géants débute. Gaara émerge du Shukaku et prononce un sort qui l'endort et permet au démon d'être complètement libéré. Ce dernier sous cette forme semblant invincible, Naruto et Gamabunta se transforment en renard géant pour agripper Ichibi et réveiller Gaara. |                   |                   |                   |               |
| 16 | 4 mars 2003       | 978-4-08-873394-4 | 4 mars 2005       | 2-87129-723-1 |
| Titre du volume : La Bataille de Konoha, dernier acte !! (木ノ葉崩し、終結！！, Konoha kuzushi, shūketsu!!, litt. « Destruction de Konoha, terminée !! ») Personnage en couverture : Naruto, IrukaListe des chapitres : - Ch. 136 : Le Coup de grâce…!! (最後の一撃・・・！！, Saigo no ichigeki…!!) - Ch. 137 : Les Shinobis de Konoha…!! (木ノ葉の忍・・・！！, Konoha no shinobi…!!) - Ch. 138 : La Bataille de Konoha, dernier acte…!! (木ノ葉崩し、終結！！, Konoha kuzushi, shūketsu!!) - Ch. 139 : Son nom est…!! (その者の名は・・・！！, Sono mono no na wa…!!) - Ch. 140 : Ils approchent…!! (接近・・・！！, Sekkin…!!) - Ch. 141 : Itachi Uchiwa !! (うちはイタチ！！, Uchiwa Itachi!!) - Ch. 142 : Kakashi versus Itachi !! (カカシＶＳイタチ, Kakashi VS Itachi) - Ch. 143 : L'Héritier (四代目の遺産！！, Yondaime no isan!!) - Ch. 144 : Les Poursuivants (追跡者, Tsuisekisha) |                   |                   |                   |               |
| Après avoir réveillé Gaara, Naruto se retrouve en difficulté face au sable. Il libère une nouvelle fois le chakra de Kyûbi, et parvient à donner à Gaara un coup de tête qui fait tomber le Shukaku en miettes… Naruto fait remarquer à Gaara qu'ils sont très similaires. Pendant ce temps, les jōnin de Konoha dominent le combat ; Shino est soigné par son père. Le 3e Hokage, Hiruzen ne parvenant pas à extirper l'âme d'Orochimaru, décide de lui prendre ses bras avec toutes ses techniques, et meurt le sourire aux lèvres, ayant sauvé son village. Naruto assène un coup de poing à Gaara et tous deux tombent au sol, étourdis. Orochimaru bat en retraite avec le quartet du Son. Gaara demande à Naruto pourquoi il est si fort et comprend que Naruto, bien qu'il soit comme lui, se bat pour ceux qu'il aime. Temari récupère ses frères Kankurô et Gaara évanouis… Gaara s'excuse auprès de son frère et sa sœur : il a fondamentalement changé. Deux membres d'Akatsuki, Kisame et Itachi constatent de loin les dommages portés à Konoha. À l'enterrement de Hiruzen, tout le monde se souvient combien il a été un bon Hokage. Jiraya pense avec nostalgie à son enfance et à ses entraînements avec Orochimaru et Tsunade sous la tutelle de Hiruzen. Orochimaru parle avec Kabuto d'Akatsuki qu'il a quittée parce qu'Itachi était plus fort que lui : il a conservé sa main coupée portant la bague de l'organisation. Les ninjas de Suna retrouvent le corps de leur Kazekage, assassiné par Orochimaru, et comprennent qu'ils ont été manipulés. L'alliance avec Konoha est reformée. Les membres du conseil de Konoha demandent à Jiraya de prendre la place de Hokage, ce qu'il refuse. Il leur propose d'aller chercher Tsunade, la kunoichi de l'équipe des ninjas légendaires à la place. Il émet le souhait d'emmener Naruto avec lui pour le voyage. Itachi et Kisame se sont introduits dans le village ; ils sont interceptés par Asuma et Kurenaï. Ils engagent le combat que les deux ninjas renégats dominent. Kakashi intervient et est mis hors de combat par la technique d'illusion des « Arcanes lunaires » du « Kaléidoscope hypnotique du Sharingan » d'Itachi. Avant de s'évanouir, Itachi lui dit qu'ils sont à la recherche du démon qui est en Naruto. Kakashi se souvient alors d'une discussion qu'il a eu avec Jiraya à propos d'Akatsuki et d'Orochimaru qui l'avait rejointe. Gaï intervient dans le combat, et les deux renégats s'enfuient. Jiraya annonce à Naruto qu'ils partent, et qu'il va lui apprendre une technique plus puissante que les « Mille oiseaux » en chemin… Sasuke de son côté commence à ressentir de la jalousie face à la puissance de Naruto. Il apprend qu'Itachi est à la recherche de ce dernier et part à la poursuite de son frère. Itachi et Kisame, ne voulant affronter directement Jiraya l'appâtent avec une femme placée sous le contrôle d'une illusion, et entrent dans la chambre de Naruto… |                   |                   |                   |               |
| 17 | 1er mai 2003      | 978-4-08-873420-0 | 6 mai 2005        | 2-87129-776-2 |
| Titre du volume : La Puissance d'Itachi !! (イタチの能力！！, Itachi no nōryoku!!, litt. « Les facultés d'Itachi ») Personnage en couverture : Naruto, SasukeListe des chapitres : - Ch. 145 : Souvenirs de l'indicible (絶望の記憶, Zetsubō no kioku) - Ch. 146 : Avec la haine…!! (憎悪とともに・・・！！, Zōo to tomo ni…!!) - Ch. 147 : Mon combat !! (オレの戦い！！, Ore no tatakai!!) - Ch. 148 : La Puissance d'Itachi !! (イタチの能力！！, Itachi no nōryoku!!) - Ch. 149 : Légendaire…!! (伝説の・・・！！, Densetsu no…!!) - Ch. 150 : Reprise de l'entraînement…?! (修行開始・・・！？, Shūgyō kaishi…!?) - Ch. 151 : Tournant décisif…!! (きっかけ・・・！！, Kikkake…!!) - Ch. 152 : 2e phase (第二段階, Daini dankai) - Ch. 153 : Les Enquêteurs !! (捜索者たち！！, Sōsakusha-tachi!!) |                   |                   |                   |               |
| Alors qu'il recherche Naruto, Sasuke repense à la nuit où son frère Itachi a éradiqué le clan… En arrivant face à Itachi, il tente de le tuer, mais Itachi le met KO en utilisant les « Arcanes Lunaires ». Jiraya intervient et met en fuite les deux membres d'Akatsuki. Gaï Maito arrive et prend Sasuke en charge… Jiraya explique à Naruto qu'Akatsuki en a après lui pour le démon qu'il a en lui. Il lui explique également le but de leur mission : ils recherchent Tsunade, son ancienne camarade de l’équipe des « Trois ninjas légendaires », ayant l'âge de Jiraya mais se donnant une apparence de jeune femme. Cette dernière est une joueuse intempérante connue sous le nom de la « Légendaire perdante », mais elle est également un ninja médecin hors pair. Arrivés en ville, alors qu'ils sont agressés, Jiraya montre à Naruto pour la première fois l'« Orbe Tourbillonnant ». Il commence à lui enseigner la première étape de cette technique : faire exploser un ballon d'eau tenu dans la main en y faisant tourner du chakra. La seconde étape consiste à gagner en puissance en faisant la même chose avec une balle de caoutchouc. Jiraya lui explique que pour cette seconde étape, la concentration est la clé. Pendant ce temps, Kabuto annonce à Orochimaru qu'il a repéré le lieu où était Tsunade. Son maître souhaite la retrouver afin qu'elle soigne ses bras. Jiraya et Naruto retrouvent également la trace de Tsunade… |                   |                   |                   |               |
| 18 | 4 août 2003       | 978-4-08-873493-4 | 1er juillet 2005  | 2-87129-797-5 |
| Titre du volume : La Décision de Tsunade !! (綱手の決意!!, Tsunade no ketsui!!, litt. « La détermination de Tsunade !! ») Personnage en couverture : Naruto, TsunadeListe des chapitres : - Ch. 154 : Objectif atteint !! (到達・・・！！, Dōtatsu…!!) - Ch. 155 : La 3e Phase (第三段階, Daisan dankai) - Ch. 156 : Le Marché !! (取り引き, Torihiki) - Ch. 157 : Réponse ?! (答えは・・・！？, Kotae wa…!?) - Ch. 158 : Je ne pardonnerai pas !! (許さねぇ・・・！！, Yurusane…!!) - Ch. 159 : Le Pari…!! (賭け・・・！！, Kake…!!) - Ch. 160 : Le Pendentif de la mort… !! (死の首飾り・・・！！, Shi no kubikazari…!!) - Ch. 161 : La Décision de Tsunade !! (綱手の決意！！, Tsunade no ketsui!!) - Ch. 162 : Cœur docile…!! (抗えぬ心・・・！！, Aragaenu kokoro…!!) |                   |                   |                   |               |
| En se souvenant d'Iruka qui avait tenté de lui inculquer la concentration, Naruto parvient à faire exploser la balle en caoutchouc. Tsunade est abordée par Orochimaru qui lui propose un marché : en échange des soins pour ses bras, il fera revivre avec sa technique interdite son petit frère et son fiancé qui sont morts durant la dernière guerre ninja ; il lui laisse une semaine pour donner sa réponse… Depuis la dernière guerre, Tsunade souffre d'une hématophobie qui la paralyse complètement à la vue du sang. En chemin pour aller trouver Tsunade, Jiraya explique à Naruto la 3e étape de la technique : réussir à maintenir le chakra tourbillonnant dans un ballon d'air sans le faire exploser. En arrivant en ville, Jiraya comprend aux traces de destruction qu'Orochimaru est passé par là. Ils retrouvent Tsunade et son assistante Shizune dans un restaurant. Tsunade cache à Jiraya le marché que lui a proposé Orochimaru ; Jiraya propose à Tsunade le poste de Hokage qu'elle refuse, disant que c'est un poste pour les fous. Naruto dont le rêve le plus cher est de devenir le chef du village la provoque. Alors qu'elle vainc Naruto d'une pichenette, montrant une force inhumaine, Tsunade reconnaît dans le jeune ninja le rêve et la détermination de son petit frère et de son fiancé qui voulaient tous deux être Hokage. Voyant l'« Orbe Tourbillonnant » incomplet que Naruto a tenté d'utiliser sur elle, elle fait un pari avec ce dernier : s'il arrive à maîtriser la technique en une semaine, elle lui donnera son pendentif : un souvenir qui lui vient de son grand-père, le 1er Hokage. Plus tard, en tête à tête, Jiraya met en garde Tsunade : si elle fait quoi que ça soit qui serait une trahison envers Konoha, il devra la tuer. Pendant ce temps, Shizune apprend à Naruto que ce pendentif porte une malédiction : Tsunade l'avait offert à son petit frère, puis à son fiancé peu avant leur mort. Naruto s'entraîne jusqu'à l'épuisement pour terminer la technique ; Orochimaru est persuadé que Tsunade acceptera le marché. Cette dernière drogue Jiraya, assomme Shizune et part à son rendez-vous avec Orochimaru. Tandis que Shizune, Jiraya et Naruto reprennent leurs esprits, Orochimaru tend ses bras à Tsunade… |                   |                   |                   |               |
| 19 | 11 novembre 2003  | 978-4-08-873523-8 | 2 septembre 2005  | 2-87129-816-5 |
| Titre du volume : Le Successeur (受け継ぐ者, Uketsugumono) Personnage en couverture : Naruto, Jiraiya, Tsunade, OrochimaruListe des chapitres : - Ch. 163 : Impérissable…!!! (朽ちぬもの・・・！！, Kuchinumono…!!) - Ch. 164 : Le Spécialiste !! (医療忍者！！, Supesharisuto!!) - Ch. 165 : Naruto passe à l'attaque !! (ナルト、突撃っ！！, Naruto, totsugeki!!) - Ch. 166 : Ce qui fait le talent d'un shinobi…!! (忍の才能・・・！！, Shinobi no sainō…!!) - Ch. 167 : Comme promis…!! (約束通り・・・！！, Yakusoku dōri…!!) - Ch. 168 : Une dernière fois (もう一度だけ, Mō ichido dake) - Ch. 169 : Jouer sa vie…!! (命を懸ける・・・！！, Inochi o kakeru…!!) - Ch. 170 : La Démesure de la légende !! (三竦みの攻防！！, Sansukumi no kōbō) - Ch. 171 : Le Successeur (受け継ぐ者, Uketsugumono) |                   |                   |                   |               |
| Tsunade fait croire à Orochimaru qu'elle va soigner ses bras, et tente de le tuer. Elle est arrêtée par Kabuto qui l'entraîne plus loin pour la combattre afin d'éviter Jiraya qui arrive avec Naruto et Shizune sur les lieux du rendez-vous. Grâce à ses capacités médicales, Kabuto blesse Tsunade à plusieurs endroits, mais cette dernière parvient à perturber son système nerveux, gênant ses mouvements. Alors que Kabuto parvient à retrouver le contrôle de son corps et se précipite sur Tsunade, Jiraya et ses compagnons apparaissent. Kabuto met Tsunade hors de combat avec son propre sang en utilisant l'hématophobie de cette dernière. S'ensuit un combat entre Kabuto et Naruto qui utilise ses clones, mais se fait dominer aisément. Les autres protagonistes rentrent alors dans le combat : Jiraya drogué fait face à Orochimaru qui ne peut utiliser son ninjutsu, mais invoque des serpents géants grâce à Kabuto, tandis que Shizune combat Kabuto et se fait rapidement vaincre. Alors que sous l'effet de la drogue, Jiraya ne parvient pas à invoquer de crapaud puissant (Naruto y échoue également), il arrive tout de même à embourber les invocations de son adversaire. Naruto reprend le combat face à Kabuto, et après avoir été gravement blessé, réussit à mettre ce dernier hors-combat par son premier « Orbe tourbillonnant » réussi. Alors que Tsunade commence à croire en Naruto et son rêve de devenir Hokage, elle lui donne son pendentif et le sauve de sa blessure infligée par Kabuto. Cependant, Orochimaru, conscient du danger que pourrait représenter Naruto, met Jiraya à terre et tente de tuer le jeune ninja. Tsunade s'interpose, se faisant mortellement blesser à plusieurs reprises : elle a finalement décidé qu'elle serait Hokage et protège Naruto qu'elle considère comme futur Hokage. Vainquant son hématophobie, elle finit par mettre son adversaire à terre, et se soigne en utilisant sa technique ultime de régénération. Alors que Jiraya s'est relevé, l'effet du poison s'étant dissipé, les trois Sannin invoquent Gamabunta, Manda et Katsuyu. Le combat de titans commence ; Katsuyu crache de l'acide sur Manda qui évite et l'enserre, tandis que Gamabunta tente de frapper Manda de son ninjatō mais est paré par le serpent qui coince la lame dans sa gueule… La reine des limaces échappe à l'étau du roi des serpents en se divisant en milliers de petites limaces et le roi des crapauds se dégage pour cracher une boule de feu sur le serpent qui se cache sous terre. Manda sort sa queue comme leurre devant Gamabunta tandis que sa tête sort derrière le crapaud pour le mordre, mais Tsunade parvient à manipuler l'énorme sabre de Gamabunta pour clouer la gueule du serpent. Elle est alors attaquée par Orochimaru qui veut l'étrangler avec sa langue, mais se dégageant, Tsunade frappe son adversaire de toutes ses forces et le contraint à la fuite avec Kabuto. Après qu'ils se sont tous remis du combat, Naruto provoque Tsunade qui le combat à nouveau dans la rue ; alors qu'elle s'apprête à l'envoyer à terre d'une pichenette, elle l'embrasse sur le front, lui souhaitant de devenir un grand Hokage ; elle voit en lui celui qui a hérité du rêve de son petit frère et de son fiancé. Ils retournent alors à Konoha. |                   |                   |                   |               |
| 20 | 19 décembre 2003  | 978-4-08-873552-8 | 4 novembre 2005   | 2-87129-834-3 |
| Titre du volume : Naruto versus Sasuke !! (ナルトＶＳサスケ！！, Naruto VS Sasuke!!) Personnage en couverture : Naruto, SasukeListe des chapitres : - Ch. 172 : Retour au pays (帰郷, Kikyō) - Ch. 173 : Ceux qui souffrent (苦悩する者たち, Kunōsurumono-tachi) - Ch. 174 : Pensées diverses…! (想い、それぞれ・・・！, Omoi, sorezore…!) - Ch. 175 : Naruto versus Sasuke !! (ナルトＶＳサスケ！！, Naruto VS Sasuke!!) - Ch. 176 : Rivalité (ライバルというもの, Raibaru to iu mono) - Ch. 177 : Le Quartet d'Oto (音の四人衆, Oto no yoninshū) - Ch. 178 : L'Invitation d'Oto…!! (音の誘い・・・！！, Oto no izanai…!!) - Ch. 179 : N'oublie pas…!! (忘れるな・・・！！, Wasureruna…!!) - Ch. 180 : Promis !! (約束だ!!, Yakusoku da!!) |                   |                   |                   |               |
| À Konoha, Neji et les autres jeunes ninjas s'entraînent. Tsunade soigne Sasuke et Kakashi, mais annonce à Rock Lee que si elle l'opère, il aura une chance sur deux de mourir ; sinon, il ne pourra plus continuer à être ninja. En convalescence à l'hôpital, Sasuke rumine son échec face à Gaara et jalouse Naruto. Alors que ce dernier lui rend visite, il le provoque et ils montent sur le toit de l'hôpital pour se battre. Alors que Naruto s'apprête à utiliser l'« Orbe Tourbillonnant », et Sasuke les « Mille oiseaux », Kakashi intervient et arrête le combat, sermonnant les jeunes ninjas. Il exhorte Sasuke à renoncer à sa vengeance contre son frère, mais Sasuke est encore plus jaloux depuis qu'il a vu les dégâts de la technique de Naruto sur une cuve du toit de l'hôpital. C'est alors que le quartet du Son, envoyés par Orochimaru, abordent Sasuke et après un combat où ils le dominent, lui enjoignent de rejoindre leur maître pour gagner plus de puissance. Pendant ce temps, Gaï Maito persuade Rock Lee de se faire opérer, car devenir un grand ninja est la seule raison de vivre du jeune homme. |                   |                   |                   |               |

### Tomes 21 à 30
| no | Japonais        | Japonais          | Français           | Français          |
| no | Date de sortie  | ISBN              | Date de sortie     | ISBN              |
| --- | --------------- | ----------------- | ------------------ | ----------------- |
| 21 | 4 mars 2004     | 978-4-08-873573-3 | 20 janvier 2006    | 2-87129-890-4     |
| Titre du volume : Sans pitié !! (許せない！！, Yurusenai!!, litt. « Impardonnable !! ») Personnage en couverture : Naruto, Shikamaru, ChôjiListe des chapitres : - Ch. 181 : Un nouveau départ…!! (闘いの始まり・・・！！, Tatakai no hajimari…!!) - Ch. 182 : Rassemblement !! (集結！！, Shūketsu!!) - Ch. 183 : Promesse (一生の約束, Isshō no yakusoku) - Ch. 184 : Oto versus Konoha !! (音ＶＳ木ノ葉！！, Oto VS Konoha!!) - Ch. 185 : À la poursuite d'Oto…!! (音を追え・・・！！, Oto o oe…!!) - Ch. 186 : Désastre stratégique…!? (作戦・・・失敗！？, Sakusen… shippai!?) - Ch. 187 : Implorer pitié !! (命乞い・・・！！, Inochigoi…!!) - Ch. 188 : Konoha-style !! (木ノ葉隠れの忍・・・！！, Konohakagure no shinobi…!!) - Ch. 189 : La force en laquelle je crois…!! (信じる力・・・！！, Shinjiru chikara…!!) - Ch. 190 : Sans pitié !! (許せない！！, Yurusenai!!) |                 |                   |                    |                   |
| Sasuke décide de partir de nuit du village, mais il trouve Sakura sur son chemin qui lui dévoile ses sentiments et tente de le retenir. Après avoir laissé Sakura inconsciente, il rejoint aux abords les quatre du Son qui lui font avaler une pilule et le scellent dans un tonneau afin de le forcer à activer le niveau 2 du sceau maudit. Pendant ce temps, Tsunade apprend la fuite de Sasuke et lève une équipe de genin sous le commandement de Shikamaru, pour partir à la poursuite de Sasuke. Shikamaru part avec Naruto, Neji, Kiba et Chôji. Sakura, et Rock Lee (dont l'opération s'est bien passée) assistent au départ, et Naruto fait la promesse de ramener Sasuke. En route pour Oto, le quartet du Son tombe sur deux jōnin de Konoha qu'ils vainquent non sans mal. Alors qu'ils se reposent, ils sont abordés par l'équipe de Shikamaru qui est parvenue à éviter leurs pièges. Après un rapide combat, ils sont enfermés sous un dôme de terre par Jirôbô qui aspire leur chakra. Ils parviennent à s'en sortir grâce à un travail d'équipe, et Chôji reste affronter Jirôbô, tandis que les autres partent à la poursuite des autres ninjas d'Oto. Tandis que Jirôbô passe au niveau 1, puis 2 du sceau maudit, Chôji mange les trois pilules spéciales du clan Akimichi, dont la dernière, aux effets secondaires mortels, multiplie la force de son utilisateur par cent. Chôji écrase son adversaire d'un coup de poing avant de s'écrouler… |                 |                   |                    |                   |
| 22 | 3 avril 2004    | 978-4-08-873595-5 | 3 mars 2006        | 2-87129-911-0     |
| Titre du volume : Réincarnation…!! (転生・・・！！, Tensei…!!) Personnage en couverture : Naruto, NejiListe des chapitres : - Ch. 191 : Amis…!! (仲間・・・！！, Nakama…!!) - Ch. 192 : Arrangements…!! (段取り・・・！！, Dandori…!!) - Ch. 193 : Fini de jouer !! (ゲームオーバー, Gēmu Ōbā) - Ch. 194 : À distance !! (さぐりあい, Saguriai) - Ch. 195 : Trouver la faille !! (攻略法・・・！！, Kōryaku hō…!!) - Ch. 196 : Le Plus Puissant des ennemis !! (一番強い敵！！, Ichiban tsuyoi teki!!) - Ch. 197 : Prêt à mourir !! (決死の覚悟！！, Kesshi no kakugo!!) - Ch. 198 : Réincarnation…!! (転生・・・！！, Tensei…!!) - Ch. 199 : Désir…!! (願望・・・！！, Ganbō…!!) |                 |                   |                    |                   |
| Shikamaru prend l’apparence de Jirôbô pour tenter de récupérer le tonneau mais se fait repérer. Kidômaru s’interpose avec ses techniques basées sur des toiles d’araignée et s’apprête à tuer Naruto quand Neji s’interpose. Capable de couper les toiles de Kidômaru grâce au Jūken, il commence un duel avec lui, laissant les autres continuer la poursuite. Forcé de constater que le combat rapproché lui est défavorable, Kidômaru attaque Neji à distance et parvient à trouver le point faible du Byakugan en passant au premier niveau du sceau maudit et en invoquant une araignée géante, Kyodaigumo. Passant au second niveau, il tente d’achever Neji avec un arc ; tandis qu’il le transperce d’une flèche guidée par un fil de chakra, ce dernier envoie son propre chakra dans le fil, et achève Kidômaru avant de s’écrouler sévèrement blessé. Pendant ce temps, ne pouvant plus attendre, Orochimaru se transfère dans le corps de Genyumaru le vainqueur du combat à mort organisé par Kabuto. Kimimaro décide d’aller chercher Sasuke pour remercier Orochimaru avant de mourir. Naruto, Shikamaru et Kiba ont rattrapé Tayuya, Sakon et Ukon et s’apprêtent à les combattre pour récupérer Sasuke. |                 |                   |                    |                   |
| 23 | 4 août 2004     | 978-4-08-873639-6 | 5 mai 2006         | 2-87129-931-5     |
| Titre du volume : Crise…!! (苦境・・・！！, Kukyō…!!) Personnage en couverture : Naruto, Kiba, Akamaru, GamakitchiListe des chapitres : - Ch. 200 : Prévision exacte…!! (計算通り・・・！！, Keisan dōri…!!) - Ch. 201 : Prévision erronée…!! (計算違い・・・！！, Keisan chigai…!!) - Ch. 202 : Trois vœux !! (三つの願い！！, Mittsu no negai!!) - Ch. 203 : Le Secret de Sakon (左近の秘密, Sakon no himitsu) - Ch. 204 : Le Pouvoir d'Ukon (右近の能力, Ukon no nōryoku) - Ch. 205 : La Résolution de Kiba !! (キバの決意！！, Kiba no ketsui!!) - Ch. 206 : Crise…!! (苦境・・・！！, Kukyō…!!) - Ch. 207 : Sans tours ni fous (飛車角落ち, Hisha kakuochi) - Ch. 208 : Feinte !! (一手目はフェイク！！, Itteme wa feiku!!) |                 |                   |                    |                   |
| Par un travail d’équipe, Naruto, Shikamaru et Kiba parviennent à récupérer le tonneau ; ils s’enfuient, poursuivis par Sakon et Ukon, et Tayuya. En tentant de placer un piège, Kiba et Akamaru sont projetés avec Sakon et Ukon dans un canyon. Kimimaro survient et subtilise le tonneau, reprochant son retard à Tayuya, puis repart poursuivi par Naruto. Au fond du canyon, Kiba doit faire face à Sakon et Ukon qui activent le deuxième niveau du sceau maudit. Kiba et Akamaru utilisent leur technique ultime, séparant les deux frères siamois, mais se font contrer à la deuxième attaque. Ukon dévoile ses capacités en fusionnant avec le corps de Kiba pour le tuer, mais est rejeté lorsque Kiba se poignarde lui-même. Ce dernier profite de la confusion pour fuir avec Akamaru, qui a envoyé de l’urine dans les yeux de Sakon. De son côté, Naruto affronte Kimimaro avec un grand nombre de clones ; avec sa technique héréditaire qui lui permet d’utiliser les os de son corps comme armes, ce dernier s’en défait aisément… Shikamaru, quant à lui, engage le combat face à Tayuya qui invoque trois démons, les Doki, qu’elle contrôle avec une flûte. en analysant les mouvements de doigts de Tayuya, il parvient à coincer les trois invocations de son adversaire avec son ombre, puis piège également cette dernière quand elle libère les invocations. Tayuya active alors le second niveau du sceau maudit et lance une illusion avec sa flûte, dont Shikamaru se libère en se brisant un doigt. Proche de la jeune fille, il tente alors de l’étrangler avec sa nouvelle technique d’ombres… |                 |                   |                    |                   |
| 24 | 4 octobre 2004  | 978-4-08-873660-0 | 7 juillet 2006     | 2-87129-961-7     |
| Titre du volume : Tournant décisif !! (ピンチ•ピンチ•ピンチ！！, Pinchi-pinchi-pinchi!!, litt. « Moment critique !! ») Personnage en couverture : Naruto, Quartet du Son, KimimaroListe des chapitres : - Ch. 209 : Arrivée des renforts !! (助っ人、参上！！, Suketto, sanjō!!) - Ch. 210 : Le Secret de Lee !! (リーの秘密！！, Rī no himitsu!!) - Ch. 211 : Irrégulier…!! (変則的・・・！！, Hensokuteki…!!) - Ch. 212 : Tournant décisif !! (ピンチ•ピンチ•ピンチ！！, Pinchi-pinchi-pinchi!!) - Ch. 213 : Une grande dette…!! (大きな借り・・・！！, Ōki na kari…!!) - Ch. 214 : Battre en retraite…!! (いったん退いて・・・！！, Ittan hīte…!!) - Ch. 215 : Gaara du désert…!! (砂漠の我愛羅, Sabaku no Gaara) - Ch. 216 : Armes et Armures…!! (矛と盾・・・！！, Hoku to tate…!!) - Ch. 217 : Pour un être cher (大切な者の為に, Taisetsu na mono no tame ni) |                 |                   |                    |                   |
| Kimimaro parvient à vaincre sans problème tous les clones de Naruto. Soudain, le tonneau, qui dégageait de la fumée pendant le combat, explose et Sasuke réapparaît. Naruto tente de le raisonner, mais ce dernier ne l'écoute pas et prend la fuite. Naruto essaye de le rattraper mais Kimimaro l’en empêche. Finalement, Rock Lee arrive à la rescousse ; il rappelle à Naruto qu’il a fait une promesse à Sakura et qu'il doit à tout prix la tenir. Naruto part donc à la poursuite de Sasuke tandis que Lee reprend le combat avec Kimimaro. Affaibli par sa convalescence, Lee contient difficilement son adversaire et est contraint de demander une pause pour prendre son médicament ; s’étant trompé de bouteille avant de partir, il boit du saké et devient accidentellement ivre. À Konoha, Gaï est de retour de mission et demande des nouvelles de son élève ; Tsunade l'informe que l'opération s'est bien déroulé et qu'il pourra de nouveau s'entraîner. Il s’aperçoivent alors que Lee s'est enfui de l'hôpital et qu'il a pris le saké à la place du médicament. Gaï raconte à Tsunade que Lee utilise le Zui quan lorsqu’il boit de l'alcool et qu'il peut devenir dangereux. Sous l'effet de l'alcool, Lee prend l'ascendant sur Kimimaro, mais ce dernier parvient à mettre un terme à son ivresse avec une blessure au visage. Kiba et Shikamaru sont en bien mauvaise posture face à Sakon, Ukon et Tayuya. Pareil pour Lee qui a du mal face à Kimimaro. Mais alors que les trois ennemis s'apprêtent à les achever, Gaara, Temari et Kankurô arrivent en renfort. Temari défait sans trop de difficulté Tayuya grâce aux informations que lui a transmis Shikamaru en dévastant la forêt avec son éventail et son invocation « Danse du faucheur ». Kankurô bat lui aussi les deux frères Sakon et Ukon sans problème grâce à ses marionnettes Karasu et Kuroari. Quant à Gaara qui affronte Kimimaro, il le met davantage en difficulté grâce à son sable et pousse ce dernier à passer au stade 2 de son Sceau maudit. Kimimaro meurt au moment où il s’apprêtait à tuer Gaara. Naruto rattrape enfin Sasuke dans la Vallée de la Fin qui sert de frontière entre le Pays du Feu et le Pays des Rizières… |                 |                   |                    |                   |
| 25 | 3 décembre 2004 | 978-4-08-873679-2 | 1er septembre 2006 | 2-87129-977-3     |
| Titre du volume : Frères (兄と弟, Ani to otōto, litt. « Grand frère et petit frère ») Personnage en couverture : Naruto, Sasuke, ItachiListe des chapitres : - Ch. 218 : Les Frères de la feuille !! (木ノ葉の仲間！！, Konoha no nakama!!) - Ch. 219 : Futur et Passé (未来と過去, Mirai to kako) - Ch. 220 : Frères (兄と弟, Ani to otōto) - Ch. 221 : Un Frère distant (遠すぎる兄, Tōsugiru ani) - Ch. 222 : Soupçons envers Itachi (イタチの疑惑, Itachi no giwaku) - Ch. 223 : Sasuke et son père (サスケと父, Sasuke to chichi) - Ch. 224 : Ce jour…! (その日・・・！！, Sono hi…!!) - Ch. 225 : Dans les ténèbres…! (闇の中・・・！！, Yami no naka…!!) - Ch. 226 : A mon cher ami (親しき友に・・・！！, Shitashiki tomo ni…!!) |                 |                   |                    |                   |
| 26 | 4 février 2005  | 978-4-08-873770-6 | 17 novembre 2006   | 2-87129-987-0     |
| Titre du volume : Séparation…!! (別れの日・・・！！, Wakare no hi…!!, litt. « Le jour des adieux… !! ») Personnage en couverture : NarutoListe des chapitres : - Ch. 227 : Les Mille Oiseaux contre l'Orbe Tourbillonnant !! (千鳥ＶＳ螺旋丸, Chidori VS Rasengan) - Ch. 228 : Le Pressentiment de Kakashi (カカシの予感, Kakashi no yokan) - Ch. 229 : Liens…!! (繋がり・・・！！, Tsunagari…!!) - Ch. 230 : Le Réveil !! (目醒めの時！！, Mezame no toki!!) - Ch. 231 : Pouvoir spéciaux!! (特別な力！！, Tokubetsu na chikara!!) - Ch. 232 : La Vallée de la fin (終末の谷, Shūmatsu no tani) - Ch. 233 : Le Pire des dénouements…! (最悪の結末・・・！！, Saiaku no ketsumatsu…!!) - Ch. 234 : Séparation…!! (別れの日・・・！！, Wakare no hi…!!) - Ch. 235 : Échec…!! (任務失敗・・・！！, Ninmu shippai…!!) |                 |                   |                    |                   |
| 27 | 4 avril 2005    | 978-4-08-873791-1 | 19 janvier 2007    | 978-2-5050-0031-0 |
| Titre du volume : Le Jour du départ !! (旅立ちの日！！, Tabidachi no hi!!) Personnage en couverture : Sasuke Le chapitre 238 de ce tome marque la fin de la 1re partie. La seconde partie du tome est consacrée au Kakashi Gaiden qui explique l'un des plus grands mystères du manga jusqu'alors.Liste des chapitres : - Ch. 236 : Promesse non tenue (守れなかった約束, Mamorenakatta yakusoku) - Ch. 237 : Crétin…!! (馬鹿・・・！！, Baka…!!) - Ch. 238 : Le Jour du départ !! (旅立ちの日！！, Tabidachi no hi!!) - Ch. 239 : Début de mission…!! (外伝其ノ一：任務開始・・・！！, Gaiden sono ichi: misshon sutāto…!!) - Ch. 240 : Travail d'équipe !! (外伝其ノ二：チームワーク！！, Gaiden sono ni: chīmuwāku!!) - Ch. 241 : Un véritable héros (外伝其ノ三：本当の英雄！！, Gaiden sono san: honto no eiyū!!) - Ch. 242 : Le Ninja pleurnichard (外伝其ノ四：泣き虫忍者, Gaiden sono yon: nakimushi ninja) - Ch. 243 : Le Cadeau !! (外伝其ノ五：プレゼント, Gaiden sono go: purezento) - Ch. 244 : Le Héros au Sharingan !! (外伝最終話：写輪眼の英雄, Gaiden owari: sharingan no eiyū) |                 |                   |                    |                   |
| 28 | 3 juin 2005     | 978-4-08-873828-4 | 2 mars 2007        | 978-2-5050-0092-1 |
| Titre du volume : Le Retour au pays !! (ナルトの帰郷！！, Naruto no kikyō!!, litt. « Le retour de Naruto !! ») Personnage en couverture : Naruto, Sakura, KakashiListe des chapitres : - Ch. 245 : Le Retour au pays !! (ナルトの帰郷！！, Naruto no kikyō!!) - Ch. 246 : Ils ont progressé !! (二人の成長！！, Futari no seichō!!) - Ch. 247 : Intrusion au village du Sable (砂への侵入者たち, Suna e no shinnyūsha-tachi) - Ch. 248 : Suna face à l'agression…!! (迎えうつ砂・・・！！, Mukaeutsu Suna…!!) - Ch. 249 : Kazekage…!! (風影として・・・！！, Kazekage to shite…!!) - Ch. 250 : Première mission pour nouvelle équipe !! (新チーム、初任務！！, Shin chīmu, hatsu ninmu!!) - Ch. 251 : En route pour Suna…!! (砂へ・・・！！, Suna e…!!) - Ch. 252 : Penser, poursuivre…!! (想い、駆ける・・・！！, Omoi, kakeru…!!) - Ch. 253 : Précieux renforts…!! (頼れる加勢・・・！！, Tayoreru kasei…!!) |                 |                   |                    |                   |
| 29 | 4 août 2005     | 978-4-08-873849-9 | 4 mai 2007         | 978-2-5050-0097-6 |
| Titre du volume : Kakashi versus Itachi !! (カカシＶＳイタチ！！) Personnage en couverture : Naruto, GaaraListe des chapitres : - Ch. 254 : Frères…!! (兄弟・・・!!, Kyōdai…!!) - Ch. 255 : En approche…!! (接近・・・!!, Sekkin…!!) - Ch. 256 : L'ennemi barre la route !! (立ちはだかる者たち!!, Tachi wa dakaru mono-tachi!!) - Ch. 257 : L'Expérience de Kakashi (カカシの経験値, Kakashi no keiken atai) - Ch. 258 : Gaï versus Kisame !! (ガイＶＳ鬼鮫！！, Gai VS Kisame) - Ch. 259 : Le Pouvoir d'Itachi ! (イタチの力・・・！！, Itachi no chikara…!!) - Ch. 260 : Kakashi versus Itachi !! (カカシＶＳイタチ！！, Kakashi VS Itachi!!) - Ch. 261 : Le Réceptacle !! (人柱力・・・！！, Jinchūriki…!!) - Ch. 262 : Rafale de sentiments !! (駆ける思い・・・！！, Kakeru omoi…!!) |                 |                   |                    |                   |
| 30 | 4 novembre 2005 | 978-4-08-873881-9 | 6 juillet 2007     | 978-2-5050-0152-2 |
| Titre du volume : Chiyo et Sakura (チヨバアとサクラ, Chiyo-bā to Sakura, litt. « Grand-mère Chiyo et Sakura ») Personnage en couverture : Naruto, Sakura, ChiyoListe des chapitres : - Ch. 263 : Cri de colère…!! (大声で怒れ・・・！！, Ōgoe de ikare…!!) - Ch. 264 : L'Art de Sasori…!! (サソリの芸術・・・！！, Sasori no geijutsu…!!) - Ch. 265 : Chiyo et Sakura (チヨバアとサクラ, Chiyo-bā to Sakura) - Ch. 266 : Le Visage de Sasori…!! (サソリ、現る・・・！！, Sasori, arawaru…!!) - Ch. 267 : Décision forte…!! (激しき決意・・・！！, Hageshiki ketsui…!!) - Ch. 268 : Marionnettiste contre Marionnettiste !! (傀儡師ＶＳ傀儡師！！, Kugutsushi VS kugutsushi!!) - Ch. 269 : Ce que l'on peut faire !! (出来ること・・・！！, Dekiru koto…!!) - Ch. 270 : Mauvais calcul…!! (誤算・・・!!, Gosan…!!) - Ch. 271 : La Force de l'ignorance… (未知の能力・・・!!, Michi no chikara…!!) |                 |                   |                    |                   |

### Tomes 31 à 40
| no | Japonais         | Japonais          | Français          | Français          |
| no | Date de sortie   | ISBN              | Date de sortie    | ISBN              |
| --- | ---------------- | ----------------- | ----------------- | ----------------- |
| 31 | 26 décembre 2005 | 978-4-08-874002-7 | 7 septembre 2007  | 978-2-5050-0167-6 |
| Titre du volume : Testament !! (託された想い！！, Takusareta omoi!!) Personnage en couverture : Naruto, Sasori, Zetsu, DeidaraListe des chapitres : - Ch. 272 : Chiyo contre Sasori…!! (チヨバアＶＳサソリ・・・！！, Chiyo-bā VS Sasori…!!) - Ch. 273 : Bataille finale !! (ラストバトル！！, Rasuto Batoru!!) - Ch. 274 : Rêve inaccompli (叶わぬ夢, Kanawanu yume) - Ch. 275 : Récompense… (褒美・・・！！, Hōbi…!!) - Ch. 276 : Un nouveau Sharingan !! (新しい写輪眼！！, Atarashī Sharingan!!) - Ch. 277 : Extrême esthétisme !! (究極の芸術！！, Kyūkyōku no geijūtsu!!) - Ch. 278 : La Mort de Gaara (我愛羅の死, Gaara no shi) - Ch. 279 : Un étrange pouvoir…!! (不思議な力・・・！！, Fushigi na chikara…!!) - Ch. 280 : Testament !! (託された想い！！, Takusareta omoi!!) |                  |                   |                   |                   |
| 32 | 4 avril 2006     | 978-4-08-874039-3 | 19 octobre 2007   | 978-2-5050-0192-8 |
| Titre du volume : Sur les traces de Sasuke !! (サスケへの道！！, Sasuke e no michi!!) Personnage en couverture : Naruto, Shikamaru, Chôji, InoListe des chapitres : - Ch. 281 : Sur les traces de Sasuke !! (サスケへの道！！, Sasuke e no michi!!) - Ch. 282 : Le Retour de l'unité Kakashi (カカシ班帰還, Kakashi han kikan) - Ch. 283 : On recrute !! (メンバー探し!!, Menbā sagashi!!) - Ch. 284 : Un nouveau camarade…!! (新しい仲間・・・！！, Atarashī nakama…!!) - Ch. 285 : L'Homme de "La Racine" !! (❝根❞の者！！, "Ne" no mono!!) - Ch. 286 : Naruto, Sasuke et Sakura (ナルトとサスケとサクラ, Naruto to Sasuke to Sakura) - Ch. 287 : Sans titre (無題, Mudai) - Ch. 288 : Sentiments indéchiffrables (分からない感情, Wakaranai kanjō) - Ch. 289 : L'Espion d'Akatsuki !! (❝暁❞のスパイ！！, "Akatsuki" no supai!!) |                  |                   |                   |                   |
| 33 | 2 juin 2006      | 978-4-08-874108-6 | 7 décembre 2007   | 978-2-5050-0242-0 |
| Titre du volume : Mission top secret…!! (強さの源・・・！！, Tsuyosa no minamoto…!!) Personnage en couverture : Naruto, SaïListe des chapitres : - Ch. 290 : Trahison et dénouement (裏切りの結末！！, Uragiri no ketsumatsu!!) - Ch. 291 : Le Levier de la colère !! (怒りの引き金！！, Ikari no hikigane!!) - Ch. 292 : Troisième queue…!! (三本目・・・！！, Sanhonme…!!) - Ch. 293 : Perte de contrôle !! (暴走・・・！！, Bōsō…!!) - Ch. 294 : Quatrième queue…!! (四本目・・・！！, Yonhonme…!!) - Ch. 295 : Vers Kyûbi…!! (九尾へ・・・！！, Kyūbi e…!!) - Ch. 296 : Une conclusion dans les larmes (悲しき決着, Kanashiki kecchaku) - Ch. 297 : La Mission de Saï !! (サイの任務！！, Sai no ninmu!!) - Ch. 298 : Mission top secret…!! (極秘任務・・・！！, Gokuhi ninmu…!!) - Ch. 299 : La Source de ta force…!! (強さの源・・・！！, Tsuyosa no minamoto…!!)                                                                                              |                  |                   |                   |                   |
| 34 | 4 août 2006      | 978-4-08-874138-3 | 1er février 2008  | 978-2-5050-0279-6 |
| Titre du volume : Les Retrouvailles…!! (再会の時・・・！！, Saikai no toki…!!) Personnage en couverture : Naruto, Hinata, Kiba, ShinoListe des chapitres : - Ch. 300 : Le Livre de Saï !! (サイの絵本・・・！！, Sai no ehon…!!) - Ch. 301 : Saï et Sasuke !! (サイとサスケ！！, Sai to Sasuke!!) - Ch. 302 : Infiltration…!! (潜入・・・！！, Sennyū…!!) - Ch. 303 : La Trahison de Saï !! (サイの裏切り！！, Sai no uragiri!!) - Ch. 304 : Les Dessous de la trahison !! (裏切りの裏側！！, Uragiri no uragawa!!) - Ch. 305 : Mes Liens avec toi (キミとのつながり, Kimi to no tsunagari) - Ch. 306 : Les Retrouvailles…!! (再会の時・・・！！, Saikai no toki…!!) - Ch. 307 : Caprice…!! (気まぐれ・・・！！, Kimagure…!!) - Ch. 308 : La Puissance de Sasuke !! (サスケの力！！, Sasuke no chikara!!) - Ch. 309 : Entretien avec Kyûbi !! (九尾との対話！！, Kyūbi to no taiwa!!)                                                                                |                  |                   |                   |                   |
| 35 | 2 novembre 2006  | 978-4-08-874273-1 | 4 avril 2008      | 978-2-5050-0296-3 |
| Titre du volume : Un nouveau duo !! (新たなる二人組！！, Aratanaru futarigumi!!) Personnage en couverture : NarutoListe des chapitres : - Ch. 310 : Titre (タイトル, Taitoru) - Ch. 311 : Surnom (あだ名, Adana) - Ch. 312 : Menace (忍び寄る脅威！！, Shinobiyoru kyōi) - Ch. 313 : Un nouveau duo !! (新たなる二人組！！, Aratanaru futarigumi!!) - Ch. 314 : L'Offensive d'Akatsuki…!! (❝暁❞侵攻・・・！！, "Akatsuki" shinkō…!!) - Ch. 315 : Un entraînement spécial !! (特別な修業！！, Tokubetsu na shugyō!!) - Ch. 316 : C'est parti pour l'entraînement !! (修行、始め!!, Shugyō, hajime!!) - Ch. 317 : Les Prémices du cauchemar !! (悪夢の始まり！！, Akumu no hajimari!!) - Ch. 318 : Un exercice qui porte ses fruits !! (順調なる修業, Junchō naru shugyō) - Ch. 319 : Motivation !! (つき動かすもの, Tsukiugokasumono) |                  |                   |                   |                   |
| 36 | 27 décembre 2006 | 978-4-08-874288-5 | 6 juin 2008       | 978-2-5050-0323-6 |
| Titre du volume : L'Unité 10 (第十班, Daijippan) Personnage en couverture : Naruto, Hidan, KakuzuListe des chapitres : - Ch. 320 : Tête mise à prix…!! (賞金首・・・！！, Shōkin kubi…!!) - Ch. 321 : Éloquence (口上手・・・！！, Kuchijōzu…!!) - Ch. 322 : Immortel (あいつは殺せない, Aitsu wa korosenai) - Ch. 323 : Le Jugement divin !! (神の裁き！！, Kami no sabaki!!) - Ch. 324 : L'Analyse de Shikamaru !! (シカマルの分析！！, Shikamaru no bunseki!!) - Ch. 325 : Au pied du mur…! (後は無い・・・！！, Ato wa nai…!!) - Ch. 326 : Soif de douleur…!! (望んだ痛み・・・！！, Nozonda itami…!!) - Ch. 327 : Au cœur du désespoir (絶望の中に・・・, Zetsubō no naka ni…) - Ch. 328 : L'Unité 10 (第十班, Daijuppan) - Ch. 329 : Tel est l'objectif…!! (その目的・・・！！, Sono mokuteki…!!) |                  |                   |                   |                   |
| 37 | 4 avril 2007     | 978-4-08-874338-7 | 4 juillet 2008    | 978-2-5050-0378-6 |
| Titre du volume : Le Combat de Shikamaru !! (シカマルの戦い！！, Shikamaru no tatakai!!) Personnage en couverture : Naruto, Shikamaru, Chôji, Ino, Kakashi, AsumaListe des chapitres : - Ch. 330 : Triste nouvelle (悲しき報せ・・・！！, Kanashiki shirase…!!) - Ch. 331 : L'unité 10 se met en route…!! (第十班が行く・・・！！, Daijippan ga iku…!!) - Ch. 332 : Le Combat de Shikamaru !! (シカマルの戦い！！, Shikamaru no tatakai!!) - Ch. 333 : Compatibilité…!! (相性・・・！！, Aishō…!!) - Ch. 334 : Transformation lugubre…!! (黒き変貌・・・！！, Kuroki henbō…!!) - Ch. 335 : Un effroyable secret !! (恐るべき秘密！！, Osorubeki himitsu!!) - Ch. 336 : Sinistre rebondissement…!! (一転、窮地・・・！！, Itten, kyūchi…!!) - Ch. 337 : Le Génie de Shikamaru…!! (シカマルの才！！, Shikamaru no sai!!) - Ch. 338 : Qui lance une malédiction… (人を呪わば・・・, Hito o norowaba…) - Ch. 339 : Nouvelle technique…!! (新術・・・！！, Shin jutsu…!!) |                  |                   |                   |                   |
| 38 | 4 juin 2007      | 978-4-08-874364-6 | 19 septembre 2008 | 978-2-5050-0432-5 |
| Titre du volume : Le Fruit de l'entraînement…!! (修業の成果・・・！！, Shugyō no seika…!!) Personnage en couverture : Naruto, SasukeListe des chapitres : - Ch. 340 : Un pont dangereux (危ない橋, Abunai hashi) - Ch. 341 : Le Fruit de l'entraînement…!! (修業の成果・・・！！, Shugyō no seika…!!) - Ch. 342 : Le Roi…!! (玉・・・！！, Gyoku…!!) - Ch. 343 : Cœur de glace… (非情に・・・, Hijō ni…) - Ch. 344 : Face au serpent… (蛇と・・・, Hebi to…) - Ch. 345 : Rituel…!! (儀式・・・！！, Gishiki…!!) - Ch. 346 : Le Secret de la nouvelle technique !! (新術の秘密!!, Shin jutsu no himitsu!!) - Ch. 347 : Détour !! (寄り道！！, Yorimichi!!) - Ch. 348 : Le Suivant !! (次なる一人！！, Tsugi naru hitori!!) - Ch. 349 : Le Repaire nord (北のアジトにて, Kita no ajito nite) |                  |                   |                   |                   |
| 39 | 3 août 2007      | 978-4-08-874397-4 | 28 novembre 2008  | 978-2-5050-0417-2 |
| Titre du volume : Ceux qui font bouger les choses (動き出す者たち, Ugokidasumono-tachi) Personnage en couverture : Sasuke, Karin, Suigetsu, JûgoListe des chapitres : - Ch. 350 : Une nouvelle détonante…!! (衝撃の報せ・・・！！, Shōgeki no shirase…!!) - Ch. 351 : Entretien avec le prisonnier ! (男との対話！！, Otoko to no taiwa!!) - Ch. 352 : L'Objectif (目的は・・・！！, Mokuteki wa…!!) - Ch. 353 : Le Rassemblement d'Akatsuki…!! (❝暁❞集合・・・！！, "Akatsuki" shūgō…!!) - Ch. 354 : Ceux qui font bouger les choses (動き出す者たち, Ugokidasumono-tachi) - Ch. 355 : Par où…? (どっちへ・・・！？, Docchi e…!?) - Ch. 356 : Le Choc…!! (衝突・・・！！, Shōtotsu…!!) - Ch. 357 : Deidara vs Sasuke !! (デイダラＶＳサスケ！！, Deidara VS Sasuke!!) - Ch. 358 : Acculé par le C2 !! (追いつめるＣ２！！, Oitsumeru C2!!) - Ch. 359 : Ce regard…!! (その眼・・・！！, Sono me…!!)                                                                  |                  |                   |                   |                   |
| 40 | 2 novembre 2007  | 978-4-08-874432-2 | 5 février 2009    | 978-2-5050-0528-5 |
| Titre du volume : L'Art ultime !! (究極芸術！！, Kyūkyoku geijutsu!!) Personnage en couverture : Sasuke, DeidaraListe des chapitres : - Ch. 360 : Garuda C4 (Ｃ４カルラ, C4 Karura) - Ch. 361 : Talon d'Achille…!! (弱点・・・！！, Jakuten…!!) - Ch. 362 : L'Art ultime !! (究極芸術！！, Kyūkyoku geijutsu!!) - Ch. 363 : La Mort de Sasuke…!! (サスケの死・・・！！, Sasuke no shi…!!) - Ch. 364 : La Cible…!!! (狙いは・・・！！, Nerai wa…!!) - Ch. 365 : À la poursuite d'Itachi ! (イタチを追え, Itachi o oe) - Ch. 366 : Frères (兄弟, Kyōdai) - Ch. 367 : Itachi et Sasuke (イタチとサスケ, Itachi to Sasuke) - Ch. 368 : Récolte d'informations (情報収集, Jōhōshūshū) - Ch. 369 : Au sujet de Pain (ペインについて, Pain ni tsuite) |                  |                   |                   |                   |